# Johan Gustaf Sandström
Johan Gustaf Sandström, född 1 augusti 1824 i Hudiksvalls församling, Uppsala län, död 3 oktober 1858 i Svea livgardes församling, Stockholm, var en svensk valthornist vid Kungliga Hovkapellet i Stockholm. 

## Biografi
Johan Gustaf Sandström föddes 1 augusti 1824 i Hudiksvall. Han var son till fabriksgesällen Johan Gustaf Sandström och Lisa Wassberg. Han anställdes 1 november 1847 som valthornist vid Kungliga Hovkapellet i Stockholm. Sandström avled 3 oktober 1858.